# An-Nasirijja (Hims)
An-Nasirijja (arab. الناصرية) – wieś w Syrii, w muhafazie Hims. W 2004 roku liczyła 645 mieszkańców.